# Uitwateringskanaal Nol Zeven
Het Uitwateringskanaal Nol Zeven is een kanaal in de Nederlandse provincie Zeeland dat van de Passageule bij de buurtschap Pyramide in noordelijke richting via Biervliet naar een spuisluis in de Hoofdplaatpolder loopt, die het overtollige water in de Westerschelde loost.
Het kanaal kwam gereed in 1969 en verving het Kanaal Elisabethpolder als uitwateringskanaal.
Op het eindpunt staat het kanaal in verbinding met de Plaskreek.